# Nayyirah Waheed
Pour les articles homonymes, voir Waheed.
Nayyirah Waheed est une poétesse et instapoétesse américaine. 
Sortant des réseaux classiques de la diffusion de la poésie, elle publie ses textes notamment sur Instagram et a auto-édité ses deux premiers livres, salt. et nejma. Sa poésie s'axe autour des questions que posent les notions et les expériences d'amour, d'identité, de race et de féminisme.

## Biographie
Peu de choses sont connues de la vie personnelle de Waheed ; elle se décrit comme étant calme et ne partageant pas sa vie privée en ligne. Elle commence à aimer la poésie à l'âge de 11 ans, alors que l'un de ses professeurs lui propose un projet de poésie à faire figurer dans le journal de l'école. Waheed habite aux États-Unis.

## Carrière littéraire

### Publications
Trouvant difficile de se faire éditer, Waheed se résout à l'auto-édition bien que son travail soit alors largement critiqué. Elle a cependant réussi à percer sur les réseaux sociaux, notamment sur instagram, où 611 000 personnes la suivent . Implémentée dans un espace psychologique où se superposent famille, amis et autres sujets d'intérêts, cette modalité d'édition créée une nouvelle visibilité et une nouvelle économie, notamment pour des personnes qui, comme Waheed, refusées ou désertant les réseaux habituels de publications, sont jeunes, noirs, métis, queer, femme et/ou d'avant-garde. Ils et elles sont à la fois célébrées et critiquées pour leurs identités qui transparaissent dans leur travail.
Waheed a publié deux livres de poésie, le premier, salt., est paru en 2013 et nejma, étoile en arabe, en 2014.
Sa poésie s'axe autour des questions que posent les notions et les expériences d'amour, d'identité, de race et de féminisme. Son écriture se caractérise par une certaine utilisation de la ponctuation, des bas-de-casse, et l'utilisation de mots brefs. Alors que son travail était à ses débuts critiqué pour ne pas suivre les règles traditionnelles de poésie, les fans du travail de Waheed encensent son utilisation des suspensions définitives et des poèmes de 2 à 3 vers.
« before. the times goes. and light 
 folds. and things gold. and glow away. 
 before things end. let them begin. »

### Réception
La poésie de Waheed a été commenté en ligne notamment sur Vibe, Essence, W Magazine, Teen Vogue, mais aussi dans les grands médias tels que The Guardian ou le New York Daily News. Ses poèmes ont été cités et salués par des célébrités, comme l'actrice Meghan Markle ou l'acteur Rowan Blanchard , mais aussi par des femmes ayant pris part à la Marche des Femmes de 2017. 
Le premier recueil de Waheed, salt, a été décrit comme « plein de force et de courage » et comme « un recueil de pensées qui se construisent en un tranquille crescendo contre toute force raciste, misogyne, et xénophobe ». Sa poésie a été saluée pour appeler « à porter attention à ce qui le plus en danger, et à la façon dont les mots nous aident à continuer ». On[Qui ?] peut lire dans Jet Magazine qu'à « chaque poème démolit toutes émotions, et qu'éparpillées sur le sol, [le lecteur] vient les ramasser, morceau après morceaux ».
Ses deux recueils ont été salués par la critique et mis au programme des écoles[réf. nécessaire]. 

### Influences
Waheed a pour poète favorite Sonia Sanchez. Lors d'un interview, Waheed explique que « ce qu'[elle] aime chez Sonia c'est son imagerie. Sa façon de tisser les mots. De les patchworker. La façon dont elle les jette les uns contre les autres. [Sanchez] est juste divinement géniale. C'est lisant et [s']engageant dans son travail que [Waheed] a appris l'usage d'une imagerie et de l'énergie des mots ». Waheed mentionne également Maya Angelou. Influencée par des femmes poètes noires, et elle-même noire, Waheed intègre les questions de race dans ses poèmes.